# Green (album)
Green je debutovým albem kapely R.E.M. u nakladatelství Warner Bros., ke kterému kapela přešla od I.R.S. Records. R.E.M. všechna svá další alba vydali právě u Warner Brothers Records. Album Green bylo vydáno 8. listopadu 1988, tedy v den amerických prezidentských voleb.
Vydáním alba Green R.E.M. definitivně opustili vody „univerzitního rocku“ a zařadili se mezi nejvýznamnější americké kapely. Na tomto albu také Peter Buck poprvé, a to ve třech písních, hrál na mandolínu. Největšími hity alba se staly Orage Crush a Stand, přičemž obé písně jsou obsaženy na výběrovém albu In Time. Úspěchu dosáhla také písně Pop Song 89 stejně jako Turn You Inside-Out, která byla často hrána na koncertní šňůře propagující album Green.
Album se dočkalo kladného přijetí kritikou a kapela získala další nové fanoušky, na americkém žebříčku se umístilo na 12. a na britském na 27. místě. Kapela se v roce 1989 vydala na světové turné na podporu alba a po jeho skončení začala pracovat na albu Out of Time, se kterým v roce 1991 zaznamenala celosvětový úspěch.
V roce 2005 připravilo Warner Brothers Records dvoudiskové vydání alba Green, které obsahovalo CD, DVD-Audio disk se zvukem ve formátu 5.1 a rozšířený booklet.

## Seznam skladeb
Autory jsou Bill Berry, Peter Buck, Mike Mills a Michael Stipe.
| Pořadí | Název                  | Délka |
| ------ | ---------------------- | ----- |
| 1.     | Pop Song 89            | 3:04  |
| 2.     | Get Up                 | 2:39  |
| 3.     | You Are the Everything | 3:41  |
| 4.     | Stand                  | 3:10  |
| 5.     | World Leader Pretend   | 4:17  |
| 6.     | The Wrong Child        | 3:36  |
| 7.     | Orange Crush           | 3:51  |
| 8.     | Turn You Inside-Out    | 4:16  |
| 9.     | Hairshirt              | 3:55  |
| 10.    | I Remember California  | 4:59  |
| 11.    | Bez názvu              | 3:10  |